# Pobè
Pobè – miasto w Beninie, w departamencie Plateau. Położone jest w pobliżu granicy z Nigerią, około 50 km na północ od stolicy kraju, Porto-Novo. W spisie ludności z 11 maja 2013 roku liczyło 49 232 mieszkańców.